# Frank J. Becker

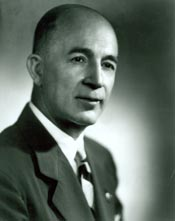
Frank J. Becker

Frank John Becker (* 27. August 1899 in Brooklyn, New York; † 4. September 1981 in Lynbrook, New York) war ein US-amerikanischer Politiker. Zwischen 1953 und 1965 vertrat er den Bundesstaat New York im US-Repräsentantenhaus.

## Werdegang
Frank John Becker wurde Ende des 19. Jahrhunderts in Brooklyn geboren. Seine Familie zog im November 1905 nach Lynbrook. Er besuchte dort öffentliche Schulen und dann das Brown’s Business College in Jamaica. Während des Ersten Weltkrieges verpflichtete er sich am 22. Juli 1918 in der US Army und diente in der folgenden Zeit in Frankreich und Großbritannien. Am 22. September 1919 wurde er aus der Army entlassen. Danach war er im Versicherungsgeschäft in Lynbrook tätig. Zwischen 1945 und 1953 saß er in der New York State Assembly. Er war Direktor und später Vorsitzender im Board of Suburbia Federal Savings & Loan Association. Zwischen 1952 und 1964 nahm er als Delegierter an jeder Republican National Convention teil. Politisch gehörte er der Republikanischen Partei an.
Bei den Kongresswahlen des Jahres 1952 wurde er im dritten Wahlbezirk von New York in das US-Repräsentantenhaus in Washington, D.C. gewählt, wo er am 4. Januar 1953 die Nachfolge von Henry J. Latham antrat. Er wurde viermal in Folge wiedergewählt. Im Jahr 1962 kandidierte er im fünften Wahlbezirk von New York für einen Kongresssitz. Nach einer erfolgreichen Wahl trat er am 4. Januar 1963 die Nachfolge von Joseph Patrick Addabbo an. Da er auf eine erneute Kandidatur im Jahr 1964 verzichtete, schied er nach dem 3. Januar 1965 aus dem Kongress aus. Als Kongressabgeordneter war er in mehreren Ausschüssen und Unterausschüssen: Committee on Ways and Means, Armed Services Committee (einschließlich des Subcommittee of Research and Development), Joint Legislative Committee for the Study of Military Law und Charitable and Religions Societies Committee.
Er verstarb am 4. September 1981 in Lynbrook und wurde dann auf dem Pine Lawn National Cemetery in Pinelawn beigesetzt.